# Болгаро-бразильские отношения
Болгаро-бразильские отношения — двусторонние дипломатические отношения между Федеративной Республикой Бразилия и Республикой Болгария.

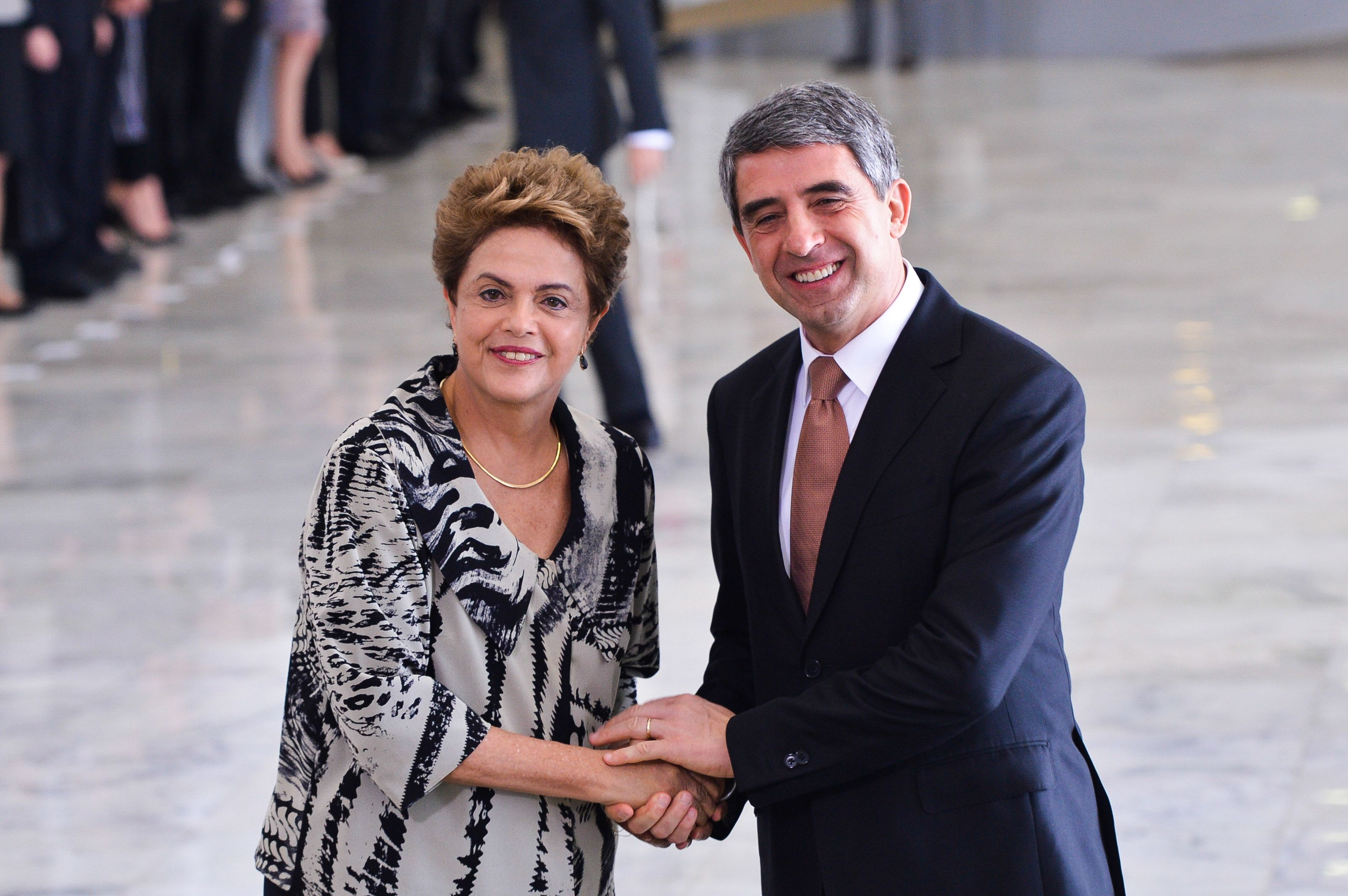
Дилма Русеф и Росен Плевнелиев. Бразилиа, 2016 год.

В 2011 году состоялся первый визит президента Бразилии — Дилмы Русеф (имеющей также болгарские корни) — в Болгарию. Визит способствовал проведению 1-го бизнес-форума «Бразилия-Болгария», и по этому случаю две страны подписали Соглашение об экономическом сотрудничестве, ратифицировали Конгрессом в 2015 году.
Президент Болгарии Росен Плевнелиев дважды посещал Бразилию: в 2012 году для участия в «Рио+20» и в 2016 году.

## Дипломатические представительства
- Болгария имеет посольство в Бразилиа[4]. Чрезвычайный и полномочный посол Болгарии в Бразилии — Божидара Николова Сарчаджиева.
- Бразилия имеет посольство в Софии[5]. Чрезвычайный и полномочный посол Бразилии в Болгарии — Мария Эдилеуза Фонтенеле Рейс[англ.].

## Торговля
Торговля между двумя странами была ограничена, Бразилия была лишь третьим торговым партнёром Болгарии в Латинской Америке до 2011 года. В 2012 году рост составил 55%, в результате чего объём торговли составил 438,9 млн долларов США, в основном за счёт покупки самолётов Embraer. болгарской авиакомпанией «Bulgaria Air».